# Гуртуев, Владимир Солтанович
Владимир Солтанович Гуртуев (2 июля 1971, Тюпский район, Иссык-Кульская область, СССР) — казахстанский и российский футболист, нападающий.

## Карьера
Большую часть своей карьеры провел в Казахстане, куда его перевез из Нальчика тренер Виктор Кумыков. Выступал за ряд команд местной Премьер-Лиги. В 2001 году в составе «Женисом» стал чемпионом страны. В 2008 году во время сборов покинул «Восток» после того, как от него отказался украинский наставник команды Александр Голоколосов. Завершал карьеру в клубе «Окжетпес».
Выступает на ветеранских турнирах по футболу Кабардино-Балкарии.

## Достижения

### Командные
- Чемпион Казахстана: 2001.
- Серебряный призёр чемпионата Казахстана: 2002.

### Личные
- Лучший бомбардир Кубка Казахстана: 2005.